# فردریک بکمن
فردریک بکمن (Fredrik Backman) نویسنده و وبلاگ‌نویس سوئدی‌ست که در دوم ژوئن ۱۹۸۱ در استکهلم به دنیا آمده‌است. ترجمه فارسی رمان مردی به نام اوه توسط نشرنون، تندیس و چشمه منتشر شده‌است که در ایران نیز با استقبال زیادی روبرو شد.
اثر دیگر این نویسنده؛ بریت ماری اینجا بود که در سال ۲۰۱۶ چاپ شده، توسط نشرنون و با ترجمه فرناز تیمورازف منتشر شده‌است.

## زندگی شخصی
فردریک بکمن در سال ۲۰۰۹ با ندا شفتی بکمن ازدواج کرد. آنها دو بچه دارند. کتاب دوم او، چیزهایی که پسرم باید در مورد جهان بداند (۲۰۱۲)، بر اساس تجربیات خودش در زمینه فرزندپروری بود. او آن را «راهنمای فرزندپروری ناکارآمد» نامید.

## کتاب‌ها
- مردی به نام اوه
- تمام آنچه پسر کوچولویم باید دربارهٔ دنیا بداند
- مادربزرگ سلام رساند و گفت متاسف است
- بریت ماری اینجا بود
- شهر خرس
- و هر روز صبح راه خانه دورتر و دورتر می‌شود
- ما در برابر شما
- و من دوستت دارم
- سباستین و ترول
- مردم مشوش
- برندگان